# جون ك. بيري
جون ك. بيري (بالإنجليزية: John C. Perry)‏ هو قاضي ومحامي وسياسي أمريكي، ولد في 21 أبريل 1832، وتوفي في 14 أبريل 1884. حزبياً، نشط في الحزب الجمهوري. وقد انتخب عضو جمعية ولاية نيويورك وانتخب عضو مجلس ولاية نيويورك.